# Поново заљубљени (ТВ серија из 2004)
Не поистовећивати са чланком Поново заљубљени (ТВ серија).
Поново заљубљени (шп. Amar otra vez) мексичка је теленовела, продукцијске куће Телевиса, снимана 2004.
У Србији је приказивана 2006. на телевизији Пинк.

## Синопсис
Росио је сироче које је одгајила Балбина, Фернандова мајка. Док шије хаљине за своје пријатељице из села, она машта о венчању са Фернандом, кога је заволела још као дете. Кад Росио на венчању своје пријатељице ухвати бидермајер, Фернандо и она одређују датум венчања. Балбина је пресрећна због њихове одлуке јер их је увек замишљала као супружнике.
На дан венчања Фернандо касни, у цркву долази поштар и доноси телеграм са вешћу да је он настрадао у Мексику. Не оклевајући, Балбина и њена несуђена снаја одлазе тамо да сазнају шта се заправо догодило. Међутим, убрзо откривају да их је Фернандо слагао да би избегао венчање са Росио и оженио се Брендом, кћерком свога шефа. Бесна Росио остаје у престоници желећи да докаже Фернанду да је способна да се брине о себи. Сојла јој помаже да се запосли у куће Брендиног оца Гиљерма. Упознаје Данијела и врло брзо се између њих двоје развија искрено пријатељство које прераста у љубав. Али, Данијелова бивша девојка Вероника жели да се помири са њим иако зна да он не може да јој опрости превару са Гиљермом. Он не крије да воли Росио, а не зна да је Вероника трудна и да уз помоћ детета намерава да се домогне Гиљермовог иметка. Међутим, препредени Гиљермо не признаје дете и захтева од ње да абортира. Она не одустаје од своје намере и открива да је Данијел Гиљермов син, али и отац њеног детета.
Не дозвољавајући да бол уништи њену наду, Росио се посвећује послу, убрзо отвара модну кућу за шивење и продају венчаница. Росио сазнаје истину о Фернанду и Вероники и о њиховим намерама да се домогну новца и бољег друштвеног статуса. Сањарећи, она пати за Данијелом и пита се да ли ће се икада удати у једној од венчаница које прави за човека који је искрено воли.

## Улоге
| Глумац:               | Улога:    |
| --------------------- | --------- |
| Иран Кастиљо          | Росио     |
| Валентино Ланус       | Данијел   |
| Рафаел Амаја          | Фернандо  |
| Маргарита Магања      | Бренда    |
| Ванеса Гусман         | Вероника  |
| Анхелика Марија       | Балбина   |
| Гиљермо Гарсија Канту | Гиљермо   |
| Роберто Баљестерос    | Хулио     |
| Нурија Бахес          | Есперанса |
| Едуардо Риверо        | Исмаел    |
| Лурдес Мунхија        | Естела    |
| Хулио Камехо          | Матео     |
| Чела Кастро           | Антука    |
| Марисол Михарес       | Ханет     |
| Алберто Естреља       | Алберто   |
| Габријела Кано        | Моли      |
| Марио Касиљас         | Мануел    |
| Исабел Мартинес       | Хуанита   |
| Сули Кит              | Кармела   |
| Анастасија            | Адријана  |
| Марсија Котино        | Соила     |
| Хуан Империо          | Оскар     |
| Марибел Палмер        | Фабиола   |
| Кармен Бесера         | Сандра    |
| Карлос де ла Мота     | Серхио    |
| Арсенио Кампос        | Хавијер   |
| Ана Мартин            | Сандра    |
| Ребека Манкита        | Пеги      |
| Родриго Мехија        | Густаво   |
| Хаиме Лозано          | Кариљо    |
| Хавијер Ернес         | Феликс    |
| Хусто Мартинес        | Данило    |
| Роберто Мигел         | Дијего    |
| Марипаз Гарсија       | Ирма      |
| Марко Мендез          | Гонсало   |
| Луси Товар            | Бланка    |
| Рикардо Вера          | Судија    |
| Артуро Барба          | Сантијаго |
| Кармелита Гонзалес    | Лидија    |
| Поли                  | Хосефина  |
| Мартин Рохас          | Тоњо      |
| Илијана де ла Гарса   | Ортенсија |
| Фидел Серда           | Пепе      |
| Каталина Лопез        | Милагрос  |
| Рикардо Силва         | Алонсо    |
| Анхелес Балванера     | Соња      |
| Карлос Еспехел        | Едилберто |
| Марибел Фернандес     | Лусија    |
| Роберто Фрејриа       | Вали      |
| Алеки Гомез Песуела   | Данијел   |
| Алехандра Хурадо      | Ребека    |
| Патрисија Мартинез    | Марта     |
| Хавијер Руан          | Симон     |
| Хуан Карлос Серано    | Бонифасио |